# Nagar (gebied)

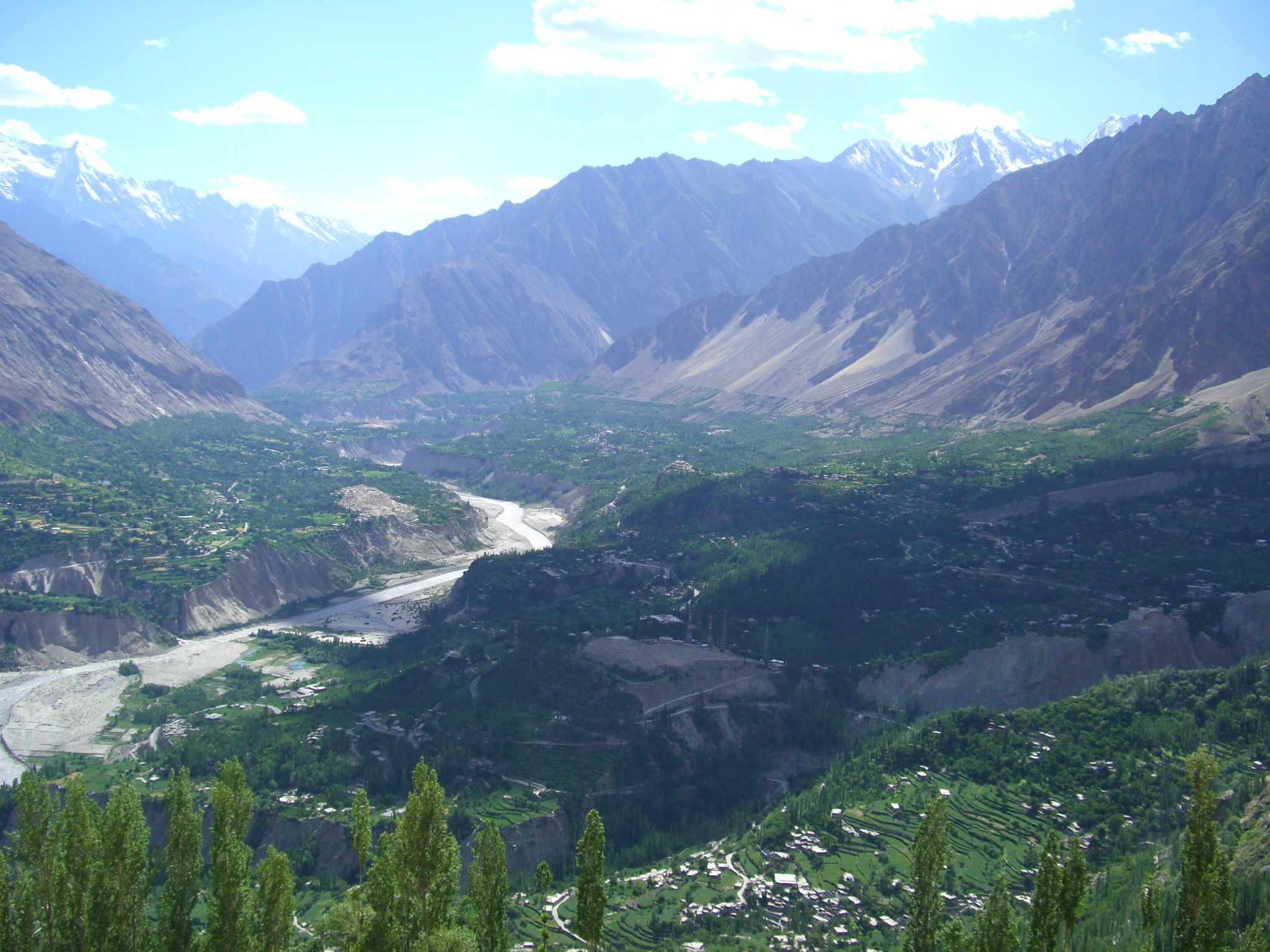
Het dal van de Hunza, met Nagar aan de linkerzijde van de rivier.

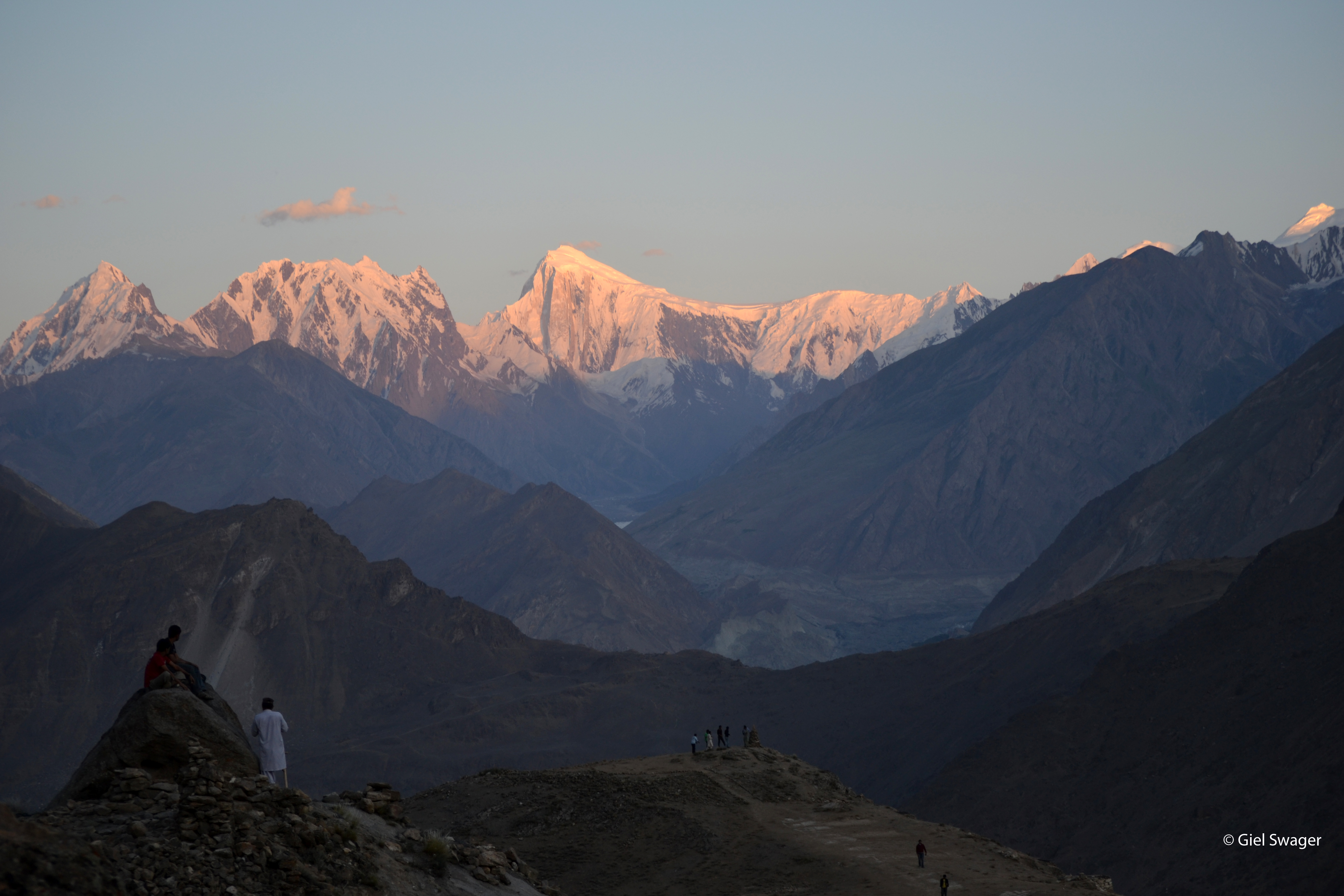
Uitzicht op de hoge toppen rond Hunza en Nagar. Spantik is in het midden te zien, deze wordt ook wel de "golden peak" genoemd.

Nagar (Urdu: نگر) is een gebied in de Pakistaanse regio Gilgit-Baltistan. Het is een voormalige vorstenstaat, waarvan de gelijknamige plaats Nagar de hoofdstad was. Tegenwoordig wordt de naam nog steeds gebruikt voor het gebied, maar heeft ze geen officiële status meer. Nagar grensde in Brits-Indië in het zuiden en oosten aan de Gilgit Agency en in het noorden aan de vorstenstaat Hunza. Nagar werd geregeerd door de Maghlotdynastie. De vorst droeg de titel mir, zijn raadsheren werden wazirs genoemd.

## Geografie en bevolking
Nagar ligt in de zuidelijke Karakoram, op de noordwestzijde van het Rakaposhi-Haramoshmassief. Deze bergketen vormt met toppen als de Rakaposhi (7788 m) en de Haramosh (7397 m) de ondoordringbare grens met Baltistan in het oosten. In het zuiden vormt het dal van de Hunza de verbinding met Gilgit. Het dal van de rivier wordt over een lengte van ongeveer 70 km verdeeld, waarbij de linkeroever aan Nagar behoort en de rechteroever aan Hunza. Hoewel Nagar qua oppervlakte kleiner is dan Hunza, heeft het meer inwoners. De grootste plaatsen zijn Chalt en Nagar. Ook het zijdal van Hispar hoort bij Nagar.

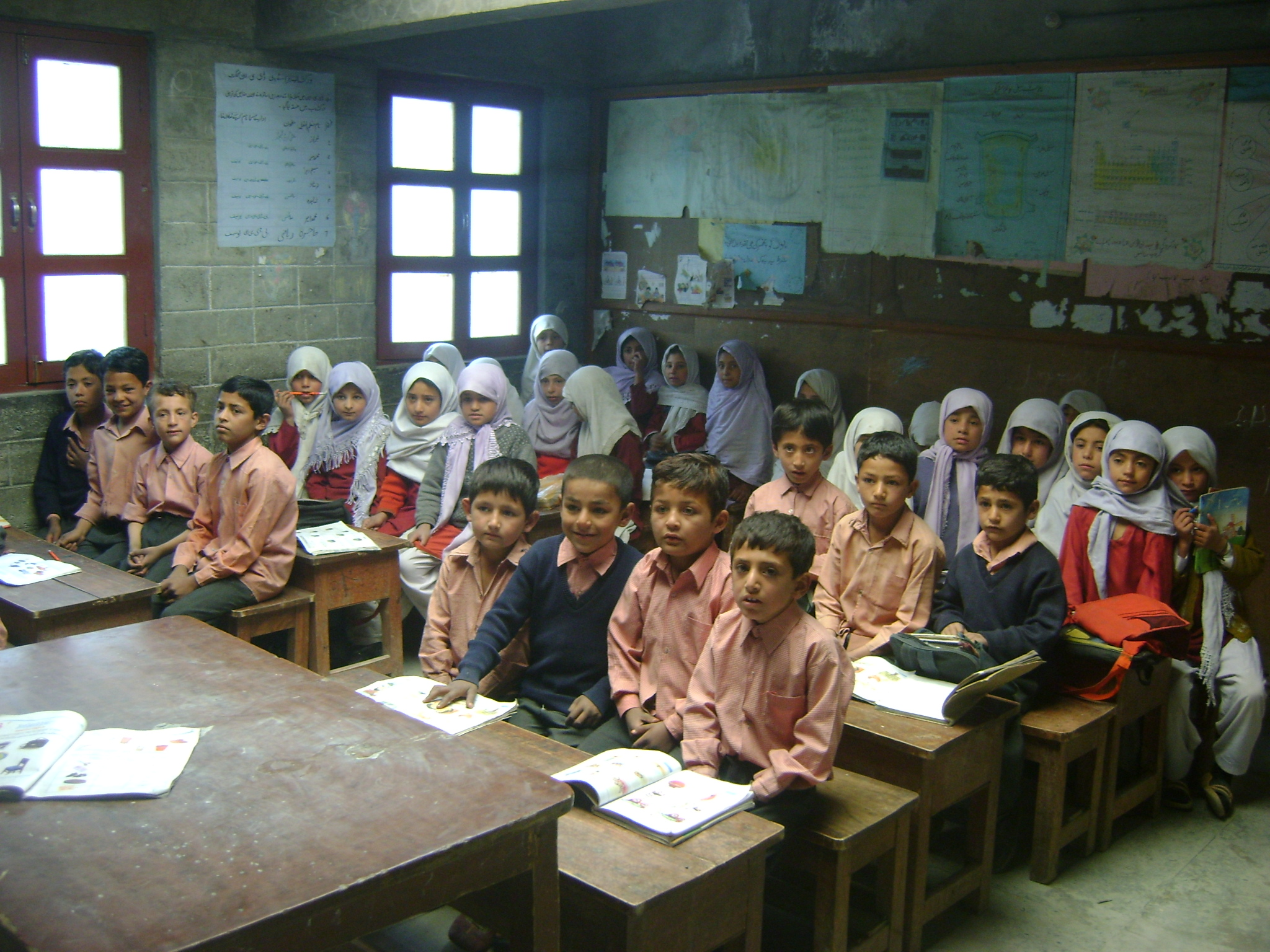
Schoolklas in Rhbat, een dorp vlak ten westen van Chalt.

De bewoners van Nagar worden Nagarkutch of Nagari's genoemd. Volgens de legende zouden ze deels afstammen van Griekse soldaten van Alexander de Grote, die in het gebied achterbleven. Hoewel dit onbewezen is, komen in het gebied veel mensen met blauwe ogen en lichtgekleurd haar voor, wat relatief zeldzaam is in Centraal-Azië.
De meerderheid van de bewoners van Nagar spreekt Burushaski, een taal die niet verwant is aan enige bekende taalgroep. In de lagere delen van Nagar wordt ook Shina gesproken, een Dardische taal verwant aan het Kasjmiri. Vrijwel alle inwoners zijn sjiitische moslims, waarvan de meesten tot het isma'ilisme behoren. De religie is echter gemengd met voor-islamitische sjamanistische ideeën, zoals geloof in berggeesten.

## Geschiedenis
Volgens de overlevering waren de eerste heersers van Hunza en Nagar twee broers, prinsen uit de 15e-eeuwse Trakhandynastie uit Gilgit. De daaropvolgende eeuwen kwam het geregeld tot oorlog tussen de heersers van Nagar en Hunza. Vaak werden huwelijken gesloten om de band weer te herstellen. De islam werd in de 16e eeuw in het gebied verspreid door sjiitische missionarissen uit Baltistan.
Vanaf het midden van de 19e eeuw was Nagar schatplichtig aan de maharaja van Jammu en Kasjmir, die op zijn beurt een vazal was van de Britten. Aan het einde van die eeuw werd het grensgebied tussen het Indisch Subcontinent en Centraal-Azië het toneel van politiek-strategische spanningen tussen de Britten en de Russen ("The Great Game"). De Russen steunden Uzar Khan, de zoon van de mir van Nagar, in zijn gewapende verzet tegen de Britten. Nadat Uzar Khans aanhangers enkele karavanen overvielen reageerden de Britten in 1889 met een militaire invasie van Nagar en Hunza. De mir van Nagar had geen keus dan zich aan de Britten te onderwerpen. In 1892 deed de mir van Hunza hetzelfde.
Bij de deling van India in 1947 kozen de mirs van Hunza en Nagar bij Pakistan te gaan behoren. In 1969 schafte de Pakistaanse dictator generaal Yahya Khan de Pakistaanse vorstenstaten af, waarna Nagar administratief onderdeel werd van de Northern Areas (tegenwoordig Gilgit-Baltistan). De Nagari mensenrechtenactivist Syed Yahya Shah en zijn beweging eisten een representatieve vertegenwoordiging, eerst van de mir, daarna van de militaire machthebbers in Islamabad. Na de eerste vrije verkiezingen in Pakistan in 1970 kreeg Nagar een door het volk gekozen vertegenwoordiger in de regering van de Northern Areas. Yahya Shah was de eerste politicus die deze functie uitoefende. Hij stelde onder andere de eerste wetten op voor natuurbeheer. De opening van de Karakoram Highway tussen Pakistan en China in 1980 zorgde voor meer economische welvaart, maar het gebied bleef relatief arm ten opzichte van Punjab.